# Aleksej Kosolapov
Aleksej Viktorovič Kosolapov (in russo Алексей Викторович Косолапов?; Puškino, 17 marzo 1971) è un ex calciatore e allenatore di calcio russo, di ruolo centrocampista.

## Statistiche

### Cronologia presenze e reti in Nazionale
| Cronologia completa delle presenze e delle reti in nazionale ― Russia | Cronologia completa delle presenze e delle reti in nazionale ― Russia | Cronologia completa delle presenze e delle reti in nazionale ― Russia | Cronologia completa delle presenze e delle reti in nazionale ― Russia | Cronologia completa delle presenze e delle reti in nazionale ― Russia | Cronologia completa delle presenze e delle reti in nazionale ― Russia | Cronologia completa delle presenze e delle reti in nazionale ― Russia | Cronologia completa delle presenze e delle reti in nazionale ― Russia |
| Data                                                                  | Città                                                                 | In casa                                                               | Risultato                                                             | Ospiti                                                                | Competizione                                                          | Reti                                                                  | Note                                                                  |
| --------------------------------------------------------------------- | --------------------------------------------------------------------- | --------------------------------------------------------------------- | --------------------------------------------------------------------- | --------------------------------------------------------------------- | --------------------------------------------------------------------- | --------------------------------------------------------------------- | --------------------------------------------------------------------- |
| 6-10-1993                                                             | Dammam                                                                | Arabia Saudita                                                        | 4 – 2                                                                 | Russia                                                                | Amichevole                                                            | -                                                                     | 63’                                                                   |
| 23-3-1994                                                             | Dublino                                                               | Irlanda                                                               | 0 – 0                                                                 | Russia                                                                | Amichevole                                                            | -                                                                     | 87’                                                                   |
| 17-8-1994                                                             | Klagenfurt                                                            | Austria                                                               | 0 – 3                                                                 | Russia                                                                | Amichevole                                                            | -                                                                     | 83’                                                                   |
| 30-4-1997                                                             | Mosca                                                                 | Russia                                                                | 3 – 0                                                                 | Lussemburgo                                                           | Qual. Mondiali 1998                                                   | -                                                                     |                                                                       |
| 8-6-1997                                                              | Mosca                                                                 | Russia                                                                | 2 – 0                                                                 | Israele                                                               | Qual. Mondiali 1998                                                   | 1                                                                     |                                                                       |
| 20-8-1997                                                             | San Pietroburgo                                                       | Russia                                                                | 0 – 1                                                                 | Jugoslavia                                                            | Amichevole                                                            | -                                                                     | 46’                                                                   |
| 10-9-1997                                                             | Sofia                                                                 | Bulgaria                                                              | 1 – 0                                                                 | Russia                                                                | Qual. Mondiali 1998                                                   | -                                                                     | 46’                                                                   |
| 11-10-1997                                                            | Mosca                                                                 | Russia                                                                | 4 – 2                                                                 | Bulgaria                                                              | Qual. Mondiali 1998                                                   | -                                                                     | 82’                                                                   |
| Totale                                                                |                                                                       | Presenze                                                              | 8                                                                     |                                                                       | Reti                                                                  | 1                                                                     |                                                                       |

## Palmarès

### Club

#### Competizioni nazionali
- Campionato sovietico: 1

Spartak Mosca: 1989
- Campionato russo: 1

Spartak Mosca: 1992
- Coppa di Russia: 2

Lokomotiv Mosca: 1995-1996, 1996-1997
- Toto Cup: 1

Maccabi Tel Aviv: 1998-1999
- Campionato kazako: 1

Aqtobe: 2006
- Coppa del Kazakistan: 1

Jeñis: 2005
- Supercoppa del Kazakistan: 1

Aqtobe: 2008